# Will Coleman
William Christopher Coleman, detto Will (Columbus, 16 novembre 1988), è un ex cestista statunitense.